# 八色站
八色站（日语：／ Yairo eki */?）是位於新潟縣南魚沼市五箇，東日本旅客鐵道（JR東日本）的上越線車站。

## 歷史
- 1965年（昭和40年）1月15日：車站啟用[1]。
- 1968年（昭和43年）7月：車站大樓竣工る[注 1]。
- 1987年（昭和62年）4月1日：伴隨國鐵分割民營化，車站由東日本旅客鐵道（JR東日本）營運。

## 車站構造
此站是地面車站，設有2面2線的相對式月台。車站東邊是越後湯澤方向月台，西邊是長岡方向月台。兩月台之間沒有跨線橋和站內平交道，如需前往對面月台，需要使用站外町道的平交道。
此站是由越後湯澤站管理的無人車站。兩月台上均設有候車室。站內沒有廁所。

### 月台

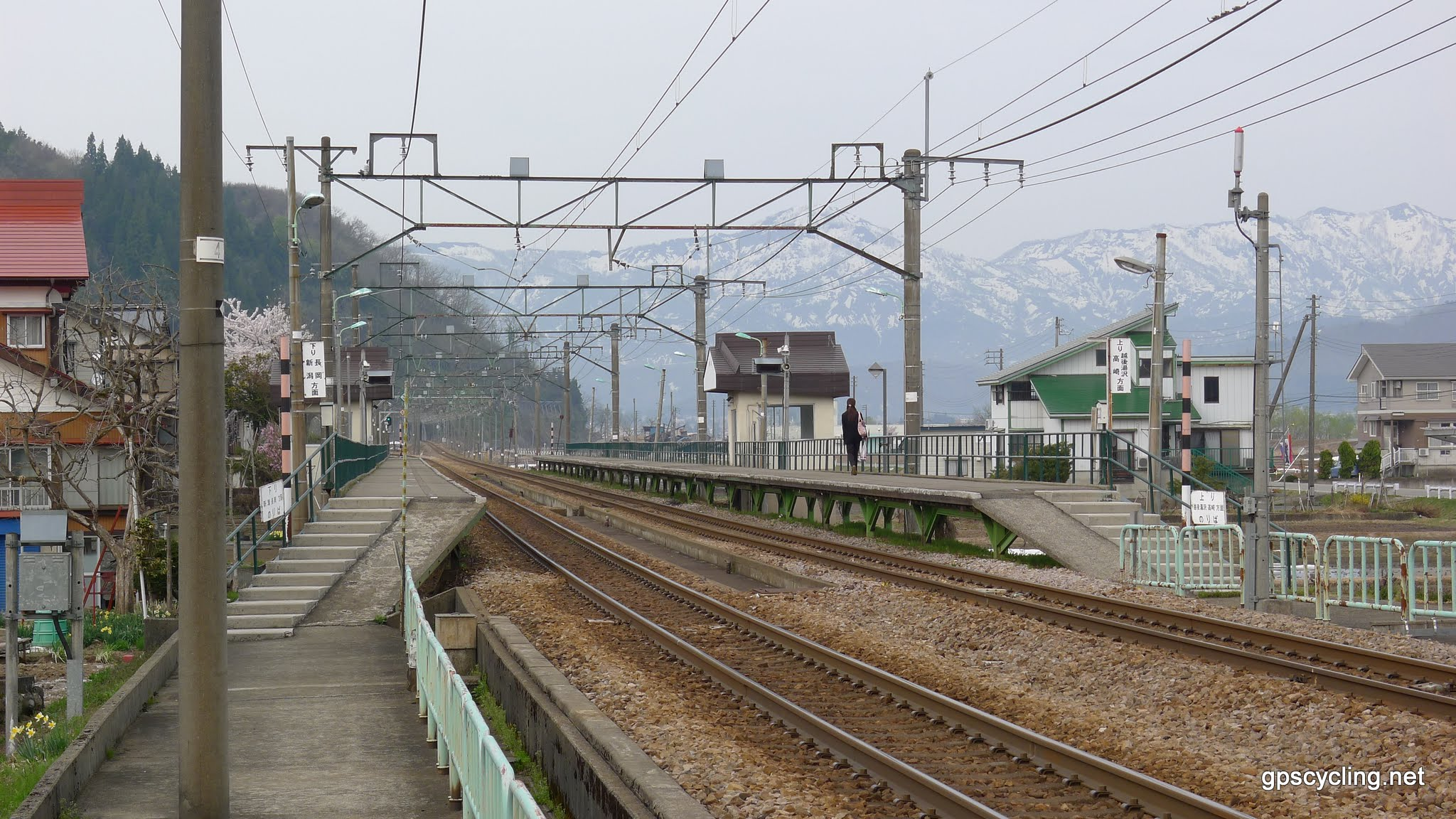
月台

| 月台 | 路線    | 上下行 | 方向                 |
| ---- | ------- | ------ | -------------------- |
| 西邊 | ■上越線 | 下り   | 小出、長岡方向       |
| 東邊 | ■上越線 | 上り   | 六日町、越後湯澤方向 |

參考
※在旅客資訊上沒有編排月台編號。
- 月台

## 車站周邊
車站附近設有工業團地和汽車學校等設施。曾經此站附近設有Sportscom浦佐國際滑雪場。

## 巴士路線

包含此站在內的南越後觀光巴士路線圖

越後交通集團下的南越後觀光巴士和南魚沼市社區巴士「市民巴士」設有巴士路線停靠附近巴士站。
- MK 六日町＝浦佐＝小出線[3]
最近此站的巴士站是在國道17號上的「境川」（MK33）巴士站。
- ＜市民巴士＞ ■ 浦佐、五箇路線
最近此站的巴士站是在車站南邊「境川」（與南越後觀光巴士巴士站相異）巴士站[4]。

## 相鄰車站
東日本旅客鐵道（JR東日本）
■上越線
浦佐－八色－小出

## 注腳

## 外部連結
- 車站資訊（八色）：東日本旅客鐵道（日語）